# Fakultní nemocnice Bulovka
Fakultní nemocnice Bulovka (do roku 2012 Fakultní nemocnice Na Bulovce, poté až do konce roku 2020 pouze Nemocnice Na Bulovce) je rozsáhlý nemocniční komplex, rozkládající se na návrší navazujícím na Bílou skálu v Praze 8-Libni v okolí již zaniklé usedlosti Bulovka. Nejvýraznější budovou nemocnice je neorokoková stavba nazývaná Vychovatelna. Během roku je v nemocnici hospitalizováno přibližně padesát tisíc pacientů.
Nemocnice je majitelem slatinného lázeňského komplexu ve středočeské obci Lázně Toušeň.

## Areál
Původní budovy nemocnice byly postaveny v letech 1926–1934 podle projektu architektů Petrů, Nevoleho, Martínka, Rosůlka a Roštíka. Architektonicky vyniká zejména[zdroj?] dermatologický pavilon (č. 9) od Jana Rosůlka a onkologický pavilon F. X. Nevoleho. Součástí nemocnice je i rokokový zámeček Rokoska, který byl postaven okolo roku 1770. Vedle ní stojí neorokoková Vychovatelna z roku 1910.
V areálu nemocnice se nachází také soukromé Protonové centrum. V areálu Bulovky se nachází Protialkoholní záchytná stanice, provozovaná Magistrátem hl. m. Prahy prostřednictvím organizace jménem Městská poliklinika Praha. Záchytka má samostatný vchod z ulice Bulovka (budova byla původně označována jako pavilon 19 Nemocnice na Bulovce).

## Historie nemocnice
Po Všeobecné fakultní nemocnici založené císařem Josefem II. a otevřené 1. prosince 1790 byla až roku 1902 otevřena díky aktivitě zastupitelských okresů žižkovského a vinohradského dnešní FN Královské Vinohrady. Rozrůstající se město však potřebovalo další lůžkové kapacity, a tak i díky iniciativě vrchního fyzika a ředitele zdravotní služby v Praze MUDr. Ladislava Procházky vznikla myšlenka na vybudování další moderní a velké nemocnice. Sbor obecních starších města Prahy se 10. srpna 1908 usnesl, že těsně vedle staré libeňské nemocnice o původně 20 lůžkách pro nemocné s pokročilou tuberkulózou (vystavěné v roce 1896) bude postavena nemocnice nová. Její poloha byla zřejmě zvolena s ohledem na rozvíjející se průmysl a následnou bytovou výstavbu v této oblasti. Roku 1913 byla zahájena a roku 1915 dokončena stavba infekčního pavilonu o cca 160 lůžkách, jako tzv. „Jubilejní městská infekční nemocnice“. Dnes se tento pavilon nazývá „sporadický“.
Po první světové válce opět pan dr. Procházka jako vrchní fyzik hl. m. Prahy se svým poradcem panem prof. MUDr. Kristiánem Hynkem přepracoval plán na výstavbu dnešní „Bulovky“. Stavbu projektoval Stavební úřad hl. m. Prahy a plán celkové výstavby byl schválen městskou radou 13. února 1925 a poté i Zemským výborem 5. srpna 1925. Základní stavba trvala šest let a Ústřední zastupitelstvo hl. m. Prahy na ni uvolnilo částku přesahující 13 milionů Kčs. V roce 1927 byla s rozpočtem šest milionů Kčs započata výstavba pavilonu pro TBC. Veřejná všeobecná nemocnice na Bulovce byla slavnostně odevzdána veřejnosti pražským primátorem 21. června 1931. Šlo o šest nemocničních pavilónů, hospodářskou budovu a tři obytné domy pro zaměstnance. Ale ještě během roku 1931 musel být původní počet lůžek 765 zvýšen na cca 900, i za cenu přeměny provozních místností na nemocniční pokoje.
V roce 1934 byla zahájena výstavba dalšího moderního pavilonu – dermatovenerologického podle projektu Jana Rosůlka. Dokončen byl v roce 1936. Roku 1935 následoval pavilon infekčních chorob, který byl zprovozněn roku 1939. V březnu 1936 bylo k nemocnici připojeno lůžkové oddělení radioléčebného ústavu vybudované Československým spolkem pro zkoumání a léčení zhoubných nádorů „Na Truhlářce“. A během čtyřicátých let byla k Bulovce přičleněna i budova Vychovatelny, která dříve sloužila jako učňovský domov.
Po druhé světové válce se Veřejná všeobecná nemocnice na Bulovce stala Státní nemocnicí v Praze 8. Následoval rozvoj dalších oborů. Reorganizací zdravotnictví v letech 1951–1952 byla nemocnice začleněna do Ústavu národního zdraví Národního výboru hl. m. Prahy, kam patřila až do devadesátých let. Stala se Fakultní nemocnicí v Praze 8 na Bulovce ÚNZ NVP. Roku 1979 byla částečně otevřena dnešní orthopedická klinika, roku 1986 část gynekologicko-porodnická. Až v „polistopadové“ době byl dokončen nový pavilon patologicko-anatomický (1994) a stravovací (1996).
Devadesátá léta 20. století přinesla navrácení značné části nemovitého majetku hlavnímu městu Praze. Zřizovatelská funkce byla přenechána Ministerstvu zdravotnictví. Do fakultní nemocnice byl začleněn Výzkumný ústav tuberkulózy a respiračních nemocí a Ústav radiační onkologie.
K 1. lednu 2012 přišla nemocnice o svůj status nemocnice fakultní. Během letních prázdnin 2013 probíhala oprava Budínovy ulice tvořící příjezdovou komunikaci k hlavní bráně nemocnice. Od prosince 2013 byla její ředitelkou Andrea Vrbovská, která v nemocnici působila šest let jako anestezioložka a poté náměstkyní ředitele. V lednu 2018 ji z funkce odvolal ministr zdravotnictví Adam Vojtěch. Od roku 2021 jde opět o fakultní nemocnici.

### Seznam ředitelů
| 1931–1934 | doc. MUDr. Josef Horák          |
| 1934–1946 | prof. MUDr. Klement Weber       |
| 1946–1949 | prof. MUDr. Karel Přeborský     |
| 1949–1953 | MUDr. Josef Eineigel            |
| 1953–1982 | doc. MUDr. Václav Pánek, CSc.   |
| 1982–1986 | MUDr. Vladimír Mohelský         |
| 1986–1990 | MUDr. Augustin Špírek           |
| 1990–1994 | MUDr. Zdeněk Vagner             |
| 1994–1995 | MUDr. Vlastimil Chromčák        |
| 1995–1999 | Ing. Ivo Blažek                 |
| 2000–2001 | MUDr. Antonín Martínek, CSc.    |
| 2001–2004 | MUDr. Jaroslav Štrof, CSc., MBA |
| 2004–2005 | MUDr. Pavel Horák, CSc., MBA    |
| 2005–2005 | MUDr. Jan Podlaha               |
| 2005–2009 | Ing. Petr Sláma                 |
| 2009–2011 | MUDr. Kateřina Toběrná          |
| 2011–2013 | MUDr. Petr Zajíc MBA            |
| 2013–2018 | MUDr. Andrea Vrbovská MBA       |
| 2018–2018 | Ing. František Novák            |
| Od 2018   | Mgr. Jan Kvaček                 |

## Zajímavosti
- 4. června 1942 v nemocnici na Bulovce podlehl svým zraněním, která utrpěl při atentátu 27. května, zastupující říšský protektor Reinhard Heydrich.
- Spisovatel Bohumil Hrabal zemřel v roce 1997 v Praze v nedožitých 83 letech, na následky pádu z okna v pátém patře Ortopedické kliniky Fakultní nemocnice Bulovka, ve které se léčil.[12]

- Proti bývalé ředitelce nemocnice na Bulovce Andree Vrbovské bylo zahájeno trestní řízení v souvislosti s kauzou zmanipulovaných zdravotnických zakázek v některých pražských nemocnicích.[13]
- V březnu 2024 došlo na gynekologickém odd. k záměně 2 pacientek asijského původu. Zdravá těhotná žena, která v nemocnici Bulovka potratila, přišla podle CNN Prima News na běžnou kontrolu. Druhé ženě měli lékaři provést takzvanou kyretáž, která se provádí například při léčbě nemocné dělohy, ale lze tak i ukončit těhotenství.[zdroj?]

## Galerie

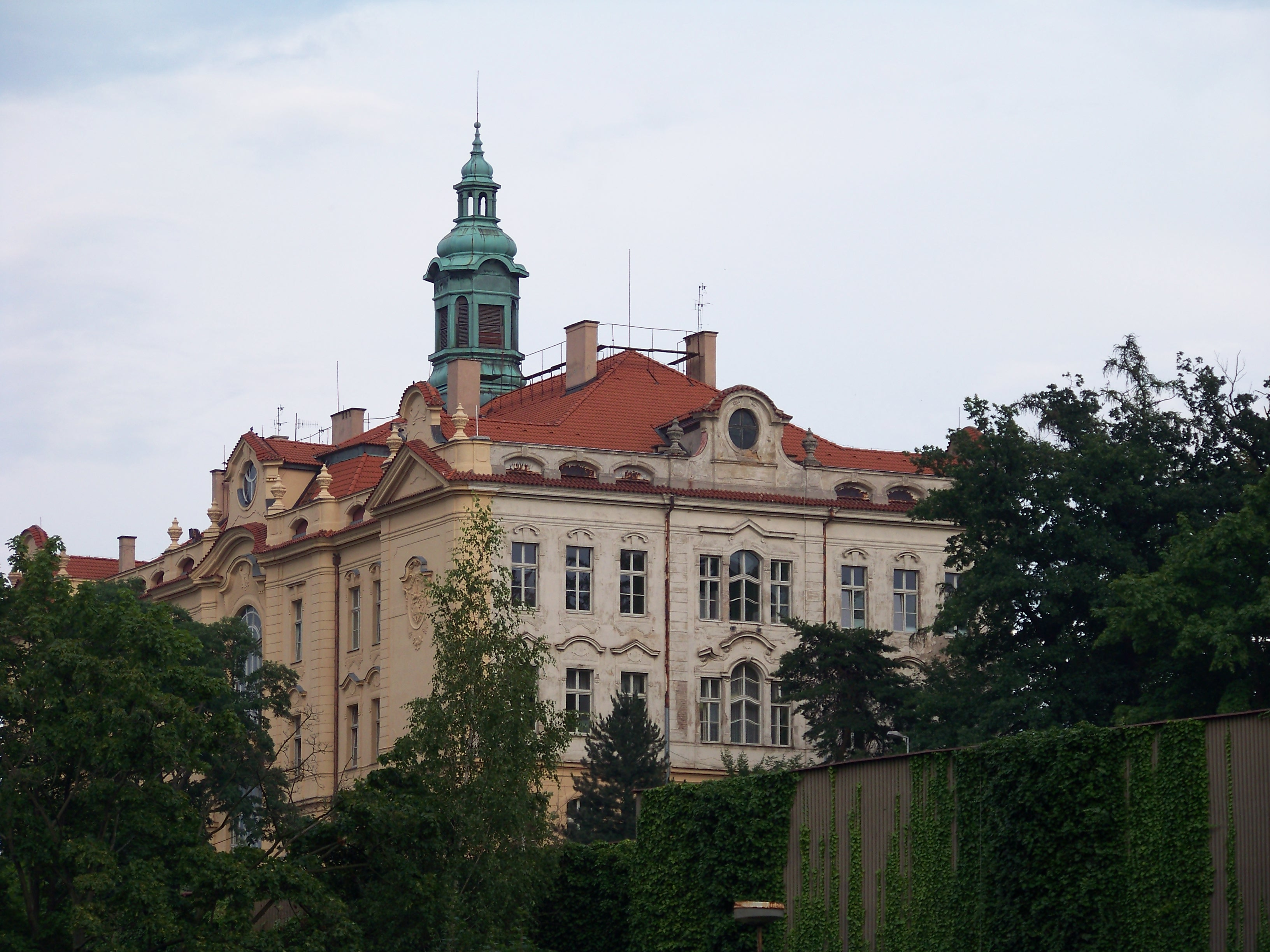
Bývalá městská vychovatelna, dnes pavilon 4 (Klinika pneumologie FNB a 3. LF UK) Fakultní nemocnice Bulovka.
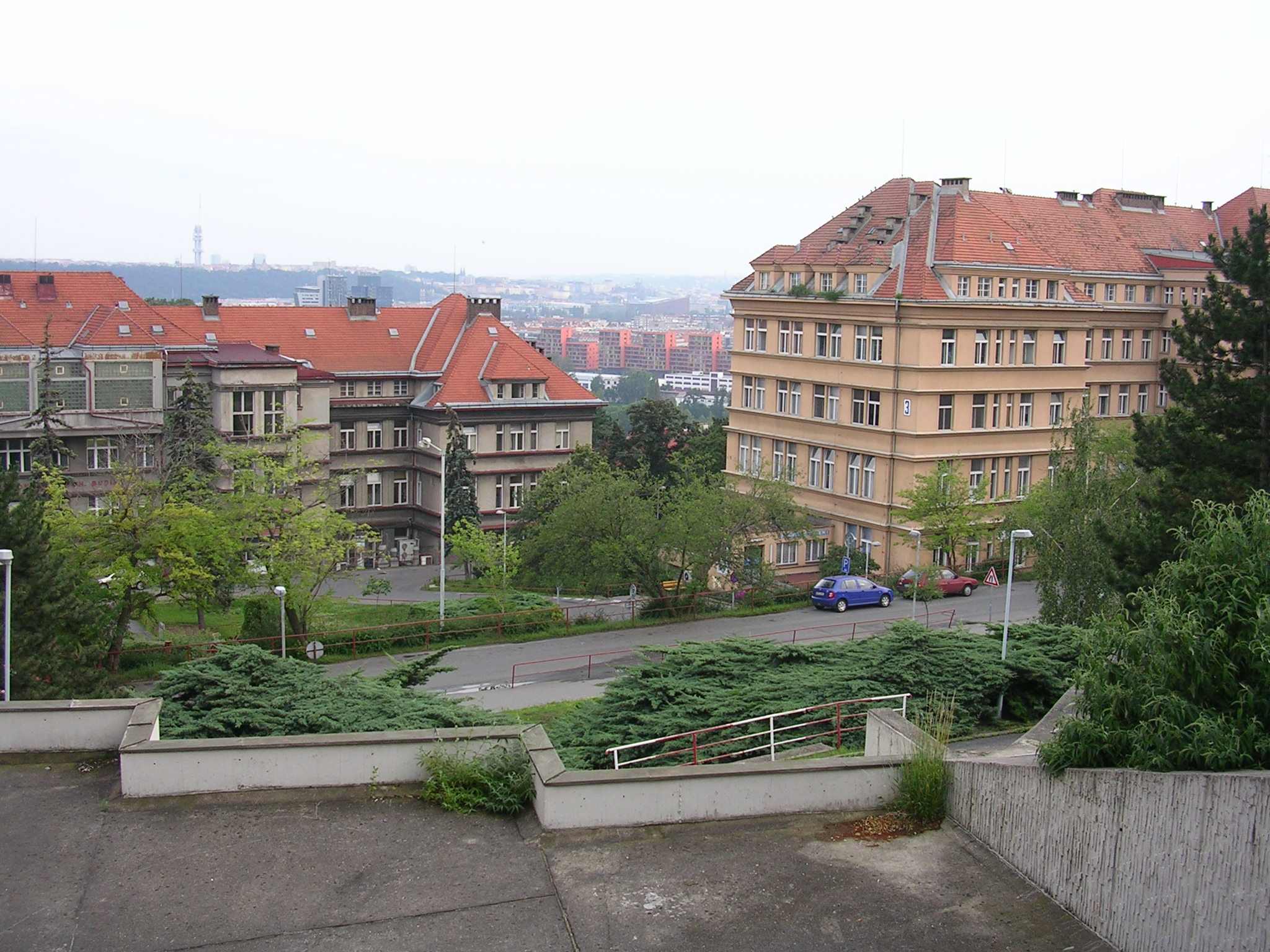
Pavilony 5 (Chirurgická klinika) a 3 (oční, neurologie, urologie, ORL)
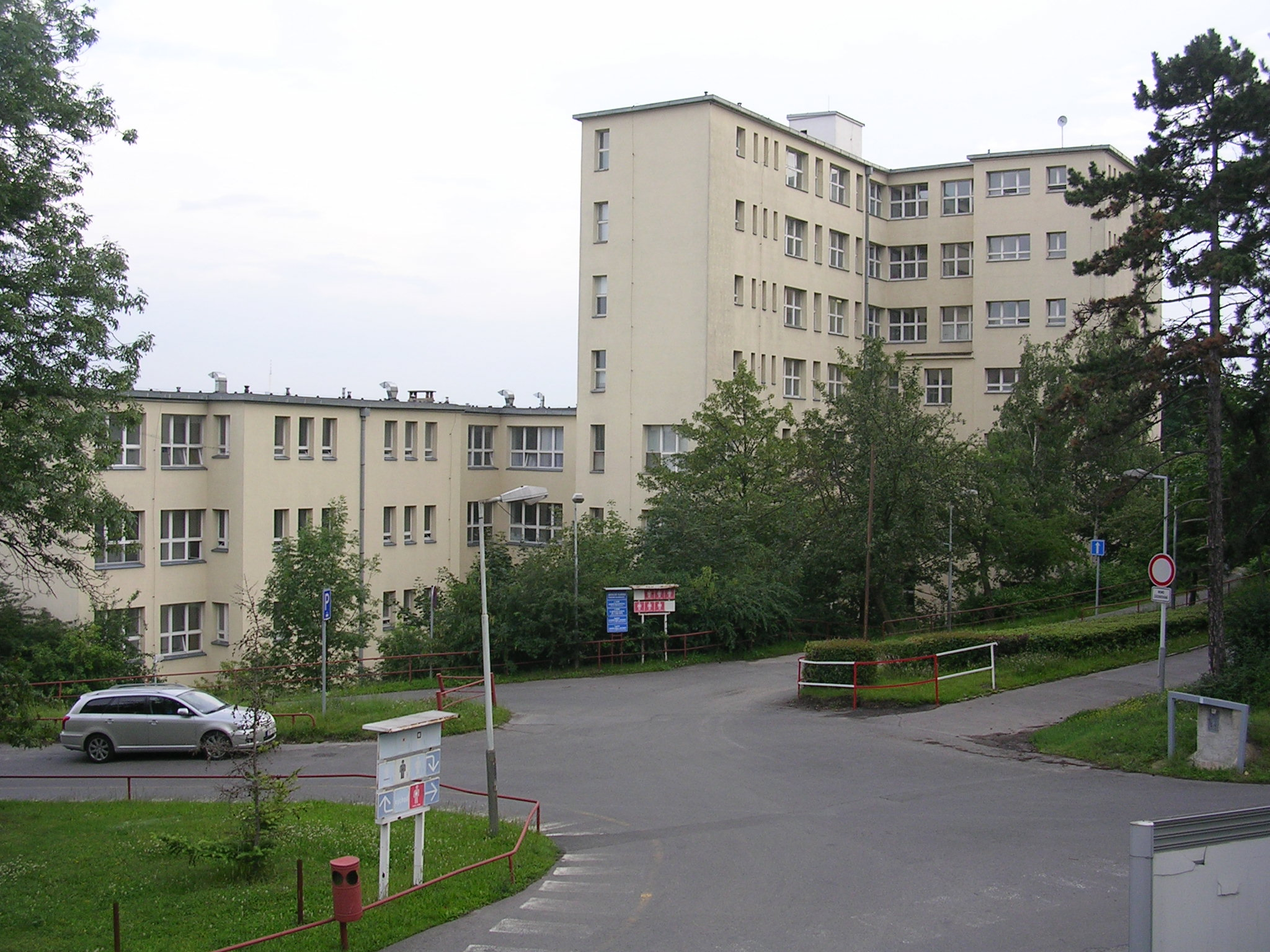
Pavilon 7 (Klinika infekčních nemocí)
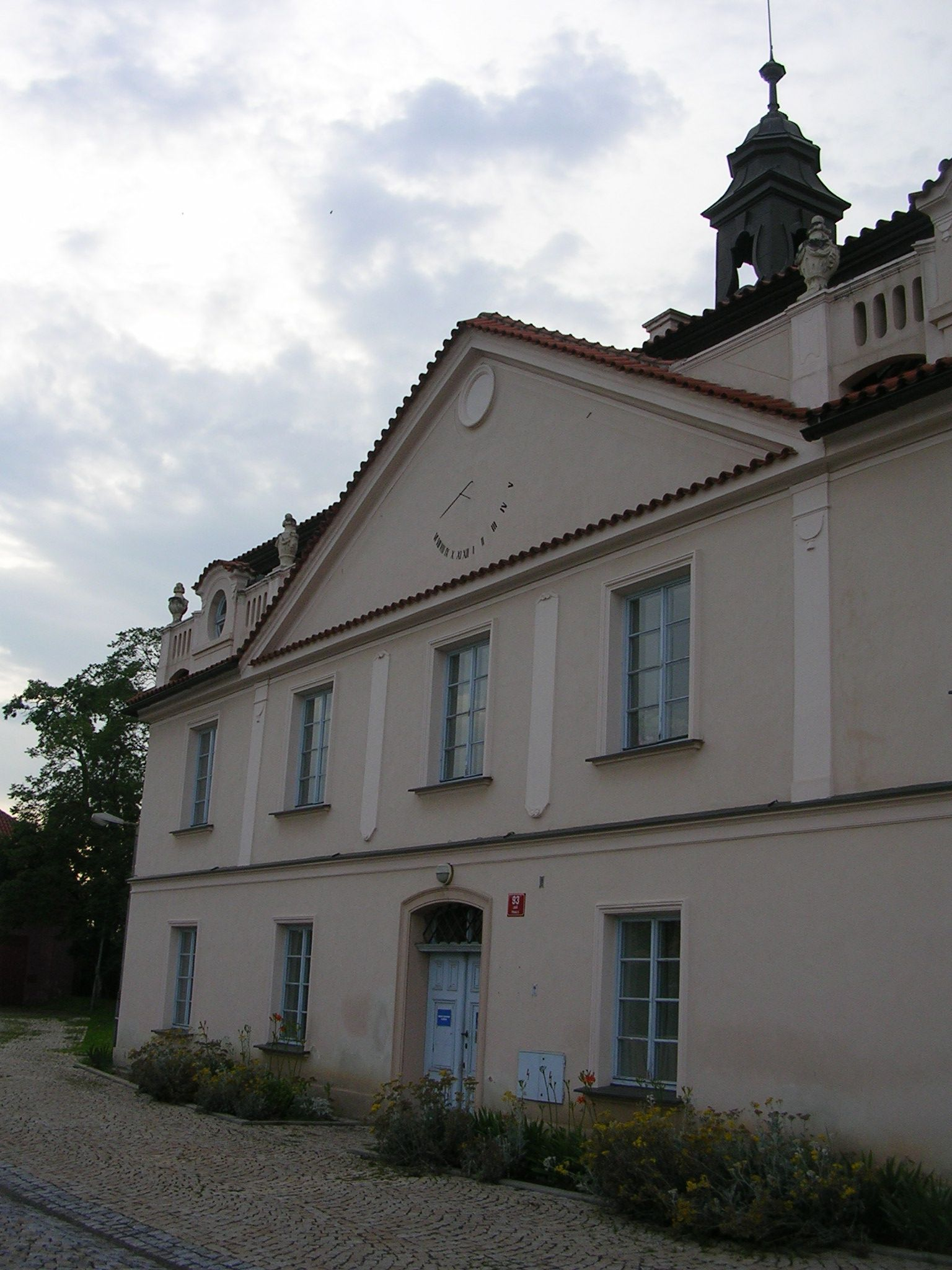
Zámeček Rokoska, pavilon 20
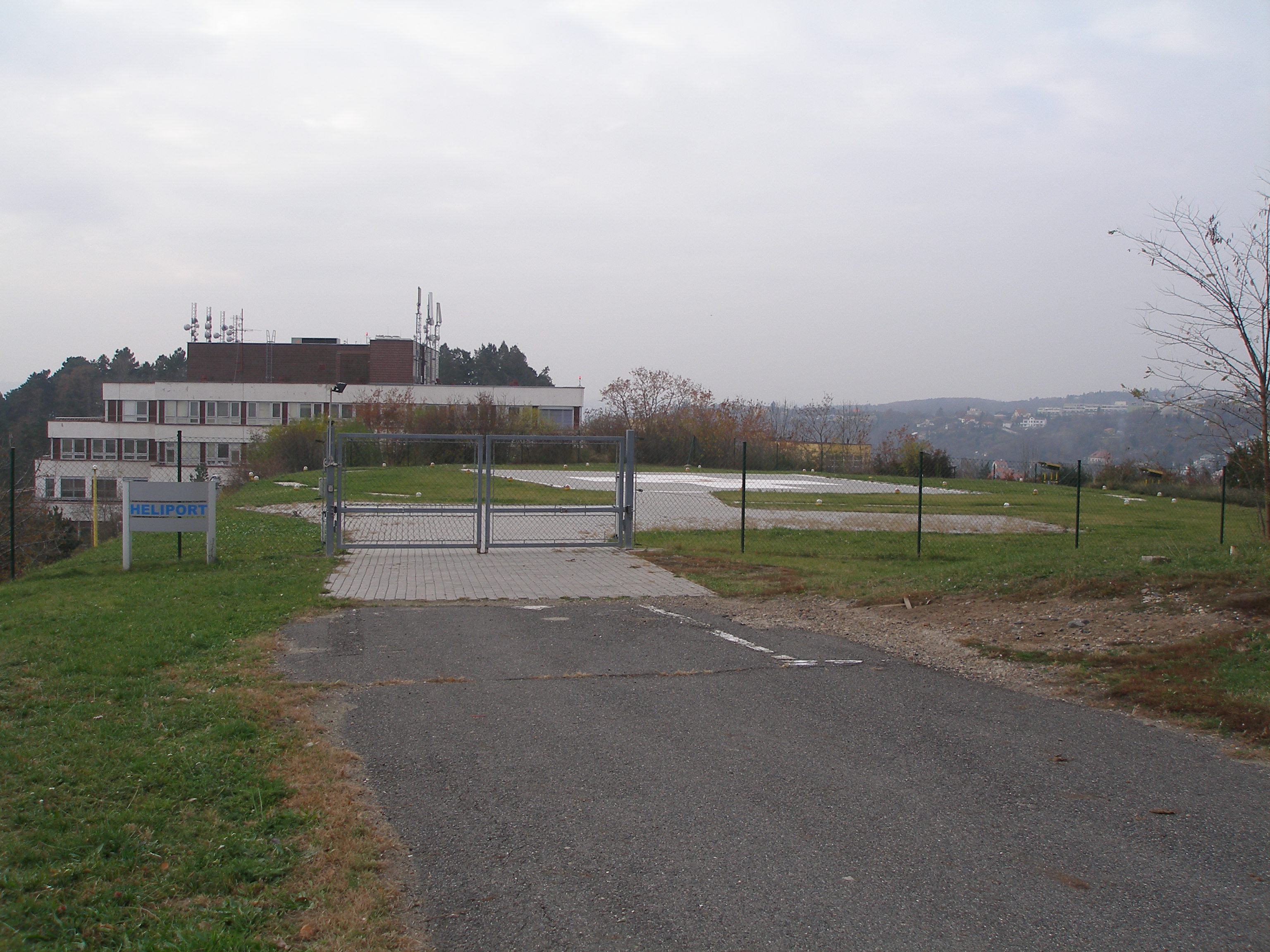
Heliport nemocnice